# Bruyères-sur-Fère
Pour les articles homonymes, voir Bruyère (homonymie).
Bruyères-sur-Fère est une commune française située dans le département de l'Aisne en région Hauts-de-France.

## Géographie

### Localisation
Bruyères-sur-Fère est une petite commune du Tardenois, proche de la limite entre la Picardie et la Champagne.
La rivière Ourcq qui donne son nom au canal en région parisienne, traverse la commune

### Hydrographie
La commune est située dans le bassin Seine-Normandie. Elle est drainée par l'Ourcq et le cours d'eau 01 des Prés de Comporté,,.
L'Ourcq, d'une longueur de 86 km, prend sa source dans la commune de Courmont et se jette  dans la Marne en limite de Mary-sur-Marne et de Lizy-sur-Ourcq, face à Isles-les-Meldeuses, après avoir traversé 36 communes.

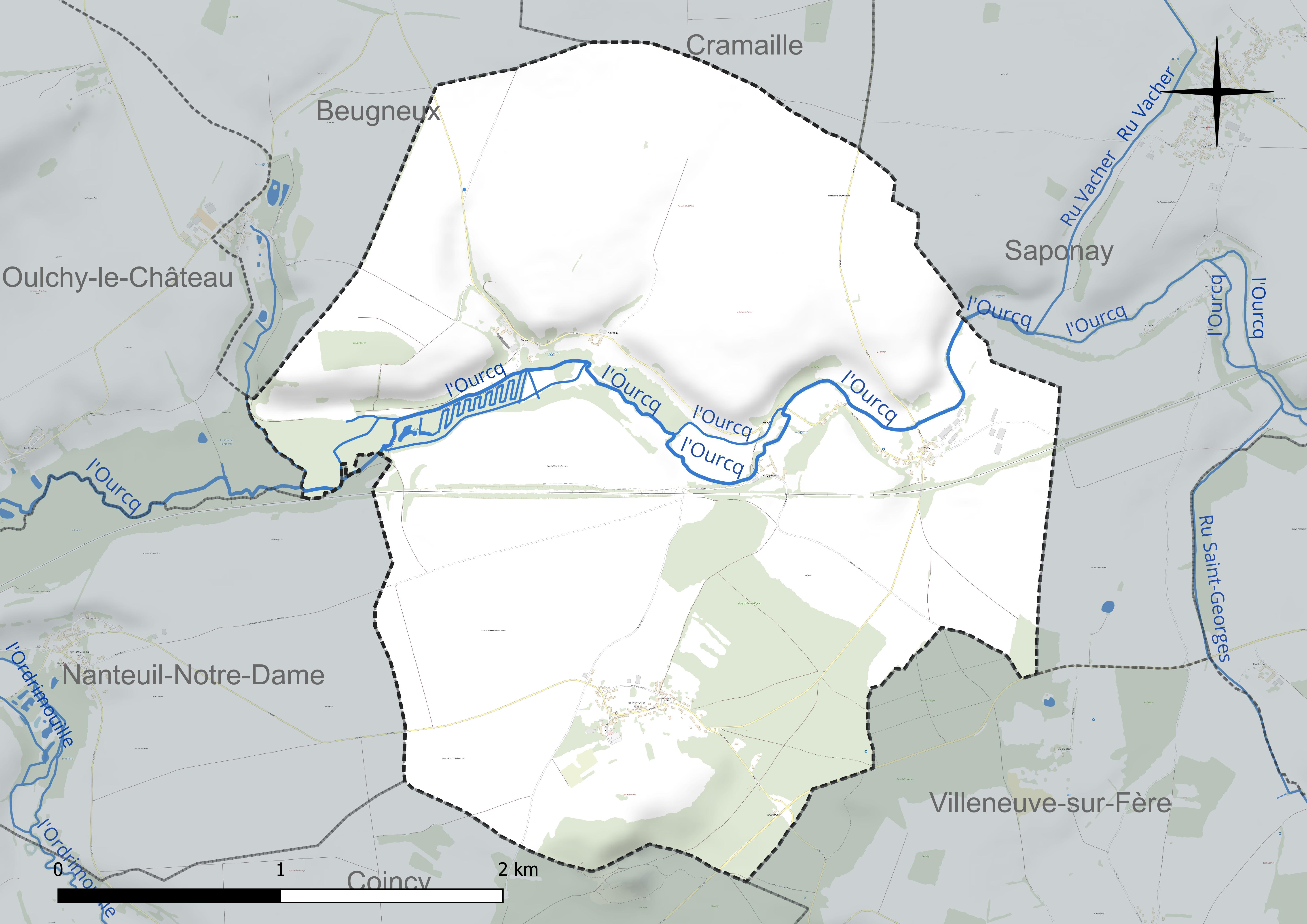
Réseau hydrographique de Bruyères-sur-Fère.

### Climat
Pour des articles plus généraux, voir Climat des Hauts-de-France et Climat de l'Aisne.
En 2010, le climat de la commune est de type climat océanique dégradé des plaines du Centre et du Nord, selon une étude du CNRS s'appuyant sur une série de données couvrant la période 1971-2000. En 2020, Météo-France publie une typologie des climats de la France métropolitaine dans laquelle la commune est exposée à un climat océanique altéré et est dans la région climatique Nord-est du bassin Parisien, caractérisée par un ensoleillement médiocre, une pluviométrie moyenne régulièrement répartie au cours de l'année et un hiver froid (3 °C).
Pour la période 1971-2000, la température annuelle moyenne est de 10,5 °C, avec  une amplitude thermique annuelle de 15,5 °C. Le cumul annuel moyen de précipitations est de 742 mm, avec 12,1 jours de précipitations en janvier et 8,7 jours en juillet. Pour la période 1991-2020 la température moyenne annuelle observée sur la station météorologique la plus proche, située sur la commune de Blesmes à 17 km à vol d'oiseau, est de 10,6 °C et le cumul annuel moyen de précipitations est de 713,0 mm,. Pour l'avenir, les paramètres climatiques de la commune estimés pour 2050 selon différents scénarios d'émission de gaz à effet de serre sont consultables sur un site dédié publié par Météo-France en novembre 2022.

## Urbanisme

### Typologie
Au 1er janvier 2024, Bruyères-sur-Fère est catégorisée commune rurale à habitat dispersé, selon la nouvelle grille communale de densité à 7 niveaux définie par l'Insee en 2022.
Elle est située hors unité urbaine. Par ailleurs la commune fait partie de l'aire d'attraction de Château-Thierry, dont elle est une commune de la couronne,. Cette aire, qui regroupe 52 communes, est catégorisée dans les aires de moins de 50 000 habitants,.

### Occupation des sols
L'occupation des sols de la commune, telle qu'elle ressort de la base de données européenne d'occupation biophysique des sols Corine Land Cover (CLC), est marquée par l'importance des territoires agricoles (86,2 % en 2018), une proportion identique à celle de 1990 (86,2 %). La répartition détaillée en 2018 est la suivante : 
terres arables (70,6 %), forêts (13,8 %), prairies (12,6 %), zones agricoles hétérogènes (2,9 %).
L'évolution de l'occupation des sols de la commune et de ses infrastructures peut être observée sur les différentes représentations cartographiques du territoire : la carte de Cassini (XVIIIe siècle), la carte d'état-major (1820-1866) et les cartes ou photos aériennes de l'IGN pour la période actuelle (1950 à aujourd'hui).

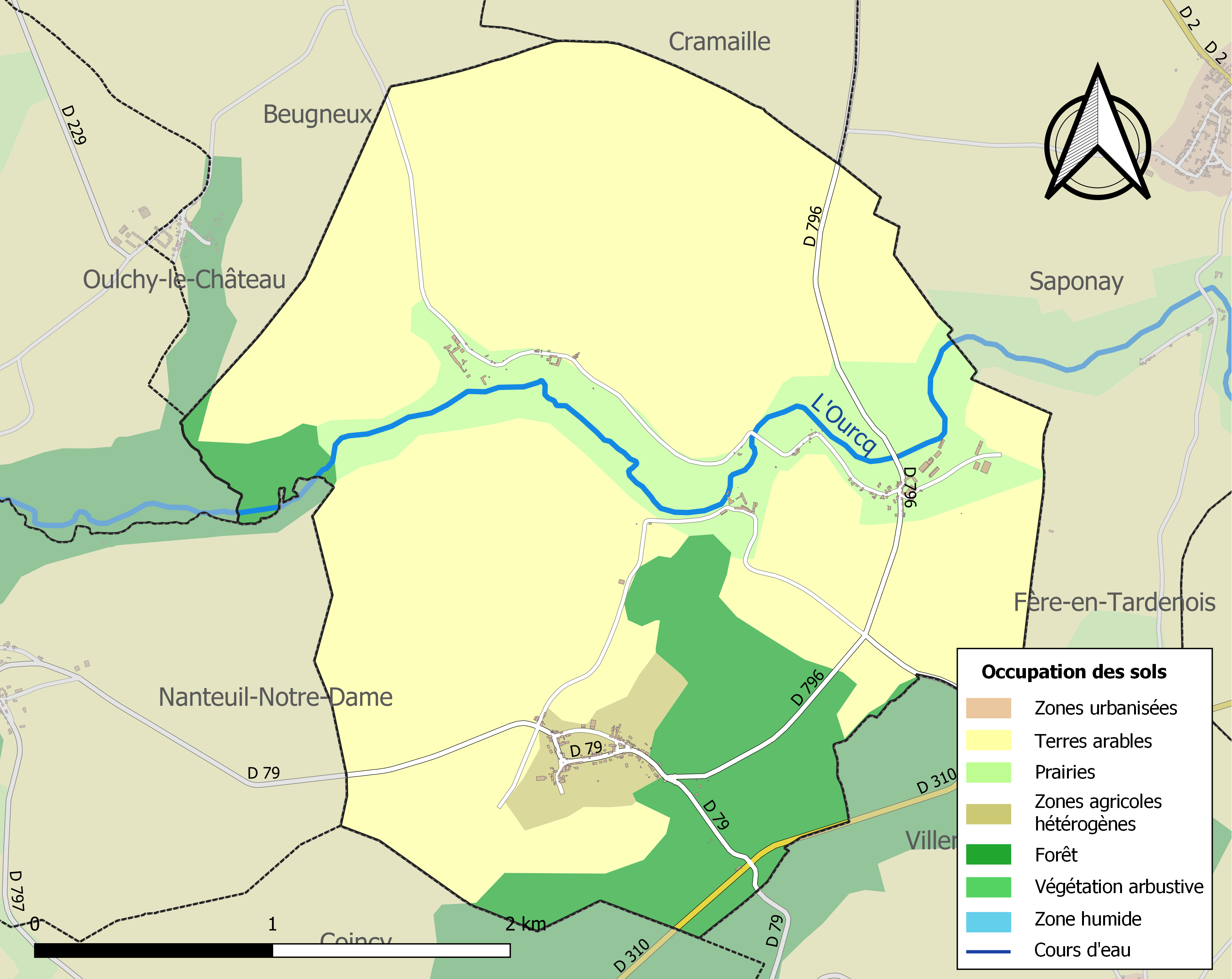
Carte des infrastructures et de l'occupation des sols de la commune en 2018 (CLC).

## Toponymie
Le nom de la localité est attesté sous les formes Bruerie (1139) ; Brueria (1271) ; Bruières (1573) ; Bruyères-les-Voulpaix (1618) ; Bruyères-Val-Chrestien (1708) ; Bruyère (1710).

Pluriel de l'oïl bruyère. (Bruærium, lieu plein de bruyères ).
Bruyères est au nord-ouest de Fère-en-Tardenois.

## Histoire
Présence d'habitat de La Tène jusqu'au gallo-romain au lieu-dit Chaufour, parmi les cent sépultures, il y avait une tombe à char.

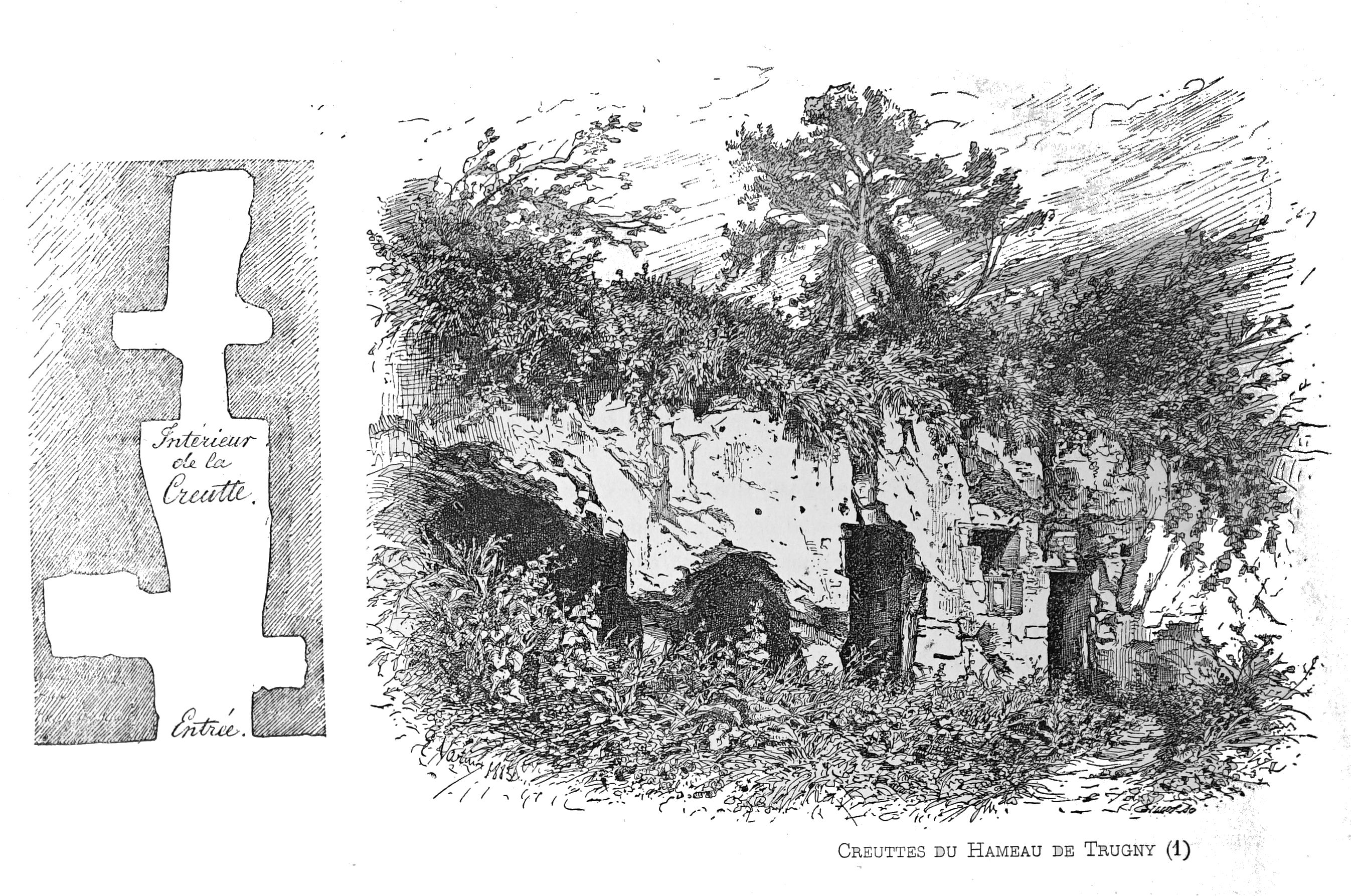
Creutes et
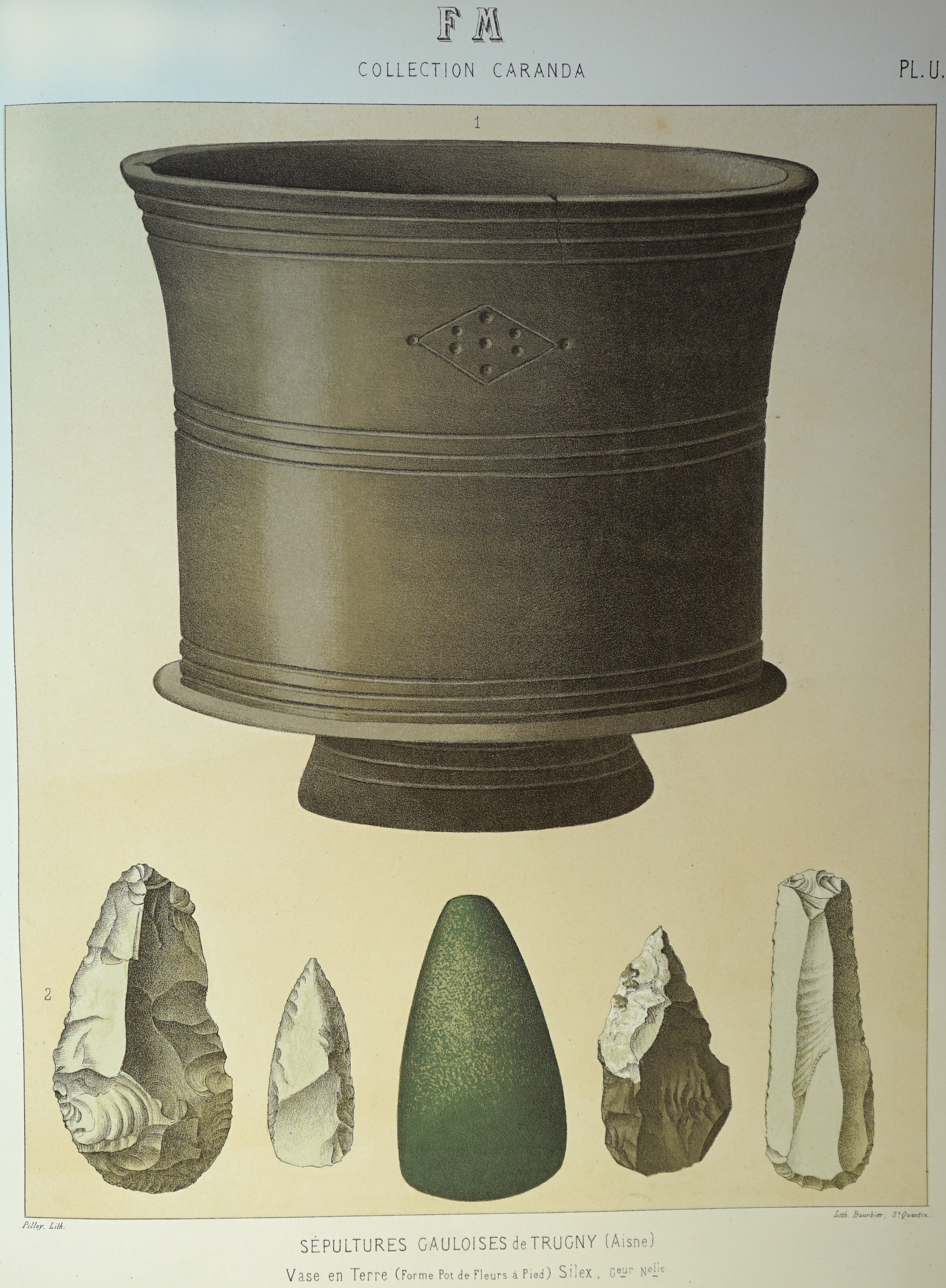
objets du
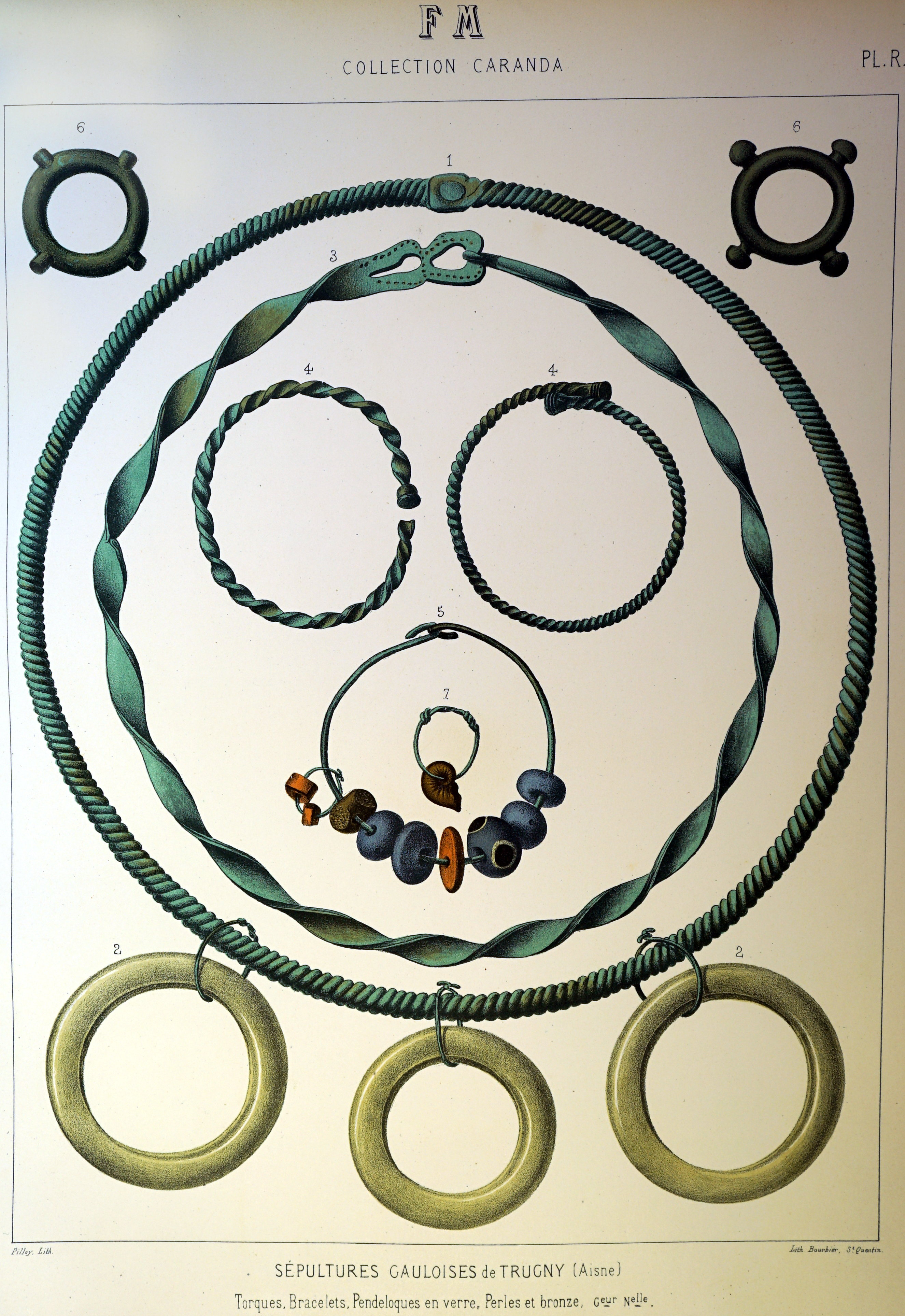
cimetière gaulois
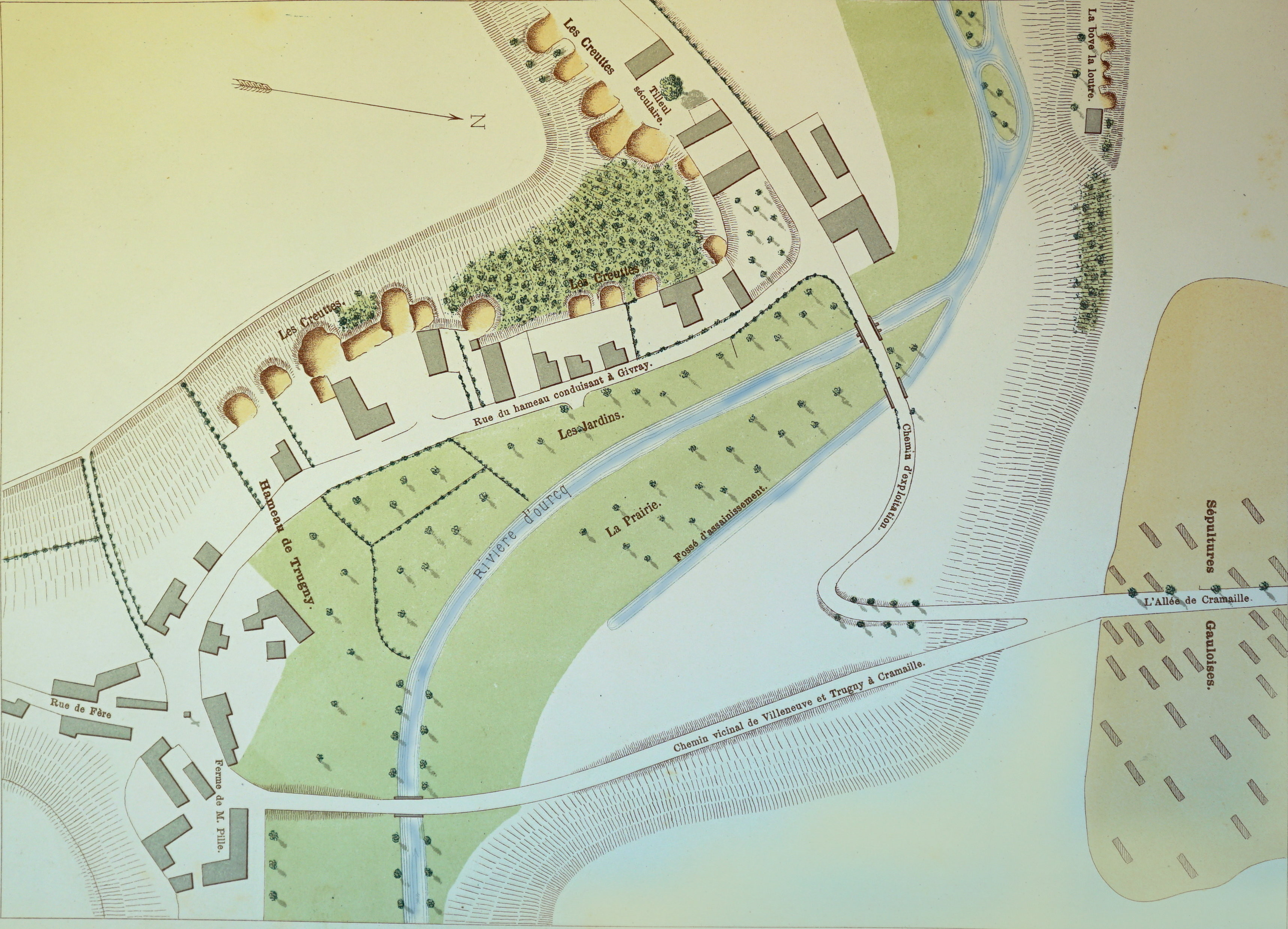
à Trugny.

## Politique et administration

### Découpage territorial
La commune de Bruyères-sur-Fère est membre de la communauté d'agglomération de la Région de Château-Thierry, un établissement public de coopération intercommunale (EPCI) à fiscalité propre créé le 1er janvier 2017 dont le siège est à Étampes-sur-Marne. Ce dernier est par ailleurs membre d'autres groupements intercommunaux.
Sur le plan administratif, elle est rattachée à l'arrondissement de Château-Thierry, au département de l'Aisne et à la région Hauts-de-France. Sur le plan électoral, elle dépend du  canton de Fère-en-Tardenois pour l'élection des conseillers départementaux, depuis le redécoupage cantonal de 2014 entré en vigueur en 2015, et de la cinquième circonscription de l'Aisne  pour les élections législatives, depuis le dernier découpage électoral de 2010.

### Administration municipale
| Période                                  | Période                       | Identité        | Étiquette | Qualité                                    |
| ---------------------------------------- | ----------------------------- | --------------- | --------- | ------------------------------------------ |
| Les données manquantes sont à compléter. |                               |                 |           |                                            |
| avant 1995                               | mars 2008                     | Paul Flamant    | UMP       |                                            |
| mars 2008                                | En cours (au 11 juillet 2020) | Fabien Fraeyman | DVD       | Agriculteur Réélu pour le mandat 2020-2026 |

Listes des différents hameaux et dépendances de la commune :
- hameau de Trugny ;
- abbaye de Val Chrétien ;
- fermes de Corbeny et de Givray.

Le village de Bruyères même concentre la majorité de la population de la commune avec plus d'une cinquantaine de maisons.

## Démographie
L'évolution du nombre d'habitants est connue à travers les recensements de la population effectués dans la commune depuis 1793. Pour les communes de moins de 10 000 habitants, une enquête de recensement portant sur toute la population est réalisée tous les cinq ans, les populations de référence des années intermédiaires étant quant à elles estimées par interpolation ou extrapolation. Pour la commune, le premier recensement exhaustif entrant dans le cadre du nouveau dispositif a été réalisé en 2008.

En 2022, la commune comptait 195 habitants, en évolution de +5,41 % par rapport à 2016 (Aisne : −1,97 %, France hors Mayotte : +2,11 %).
| 1793 | 1800 | 1806 | 1821 | 1831 | 1836 | 1841 | 1846 | 1851 |
| ---- | ---- | ---- | ---- | ---- | ---- | ---- | ---- | ---- |
| 279  | 296  | 316  | 291  | 310  | 329  | 313  | 344  | 327  |

| 1856 | 1861 | 1866 | 1872 | 1876 | 1881 | 1886 | 1891 | 1896 |
| ---- | ---- | ---- | ---- | ---- | ---- | ---- | ---- | ---- |
| 307  | 327  | 300  | 285  | 276  | 270  | 248  | 244  | 226  |

| 1901 | 1906 | 1911 | 1921 | 1926 | 1931 | 1936 | 1946 | 1954 |
| ---- | ---- | ---- | ---- | ---- | ---- | ---- | ---- | ---- |
| 255  | 236  | 258  | 240  | 239  | 251  | 267  | 237  | 246  |

| 1962 | 1968 | 1975 | 1982 | 1990 | 1999 | 2006 | 2008 | 2013 |
| ---- | ---- | ---- | ---- | ---- | ---- | ---- | ---- | ---- |
| 249  | 233  | 224  | 184  | 213  | 217  | 210  | 208  | 194  |

| 2018 | 2022 | - | - | - | - | - | - | - |
| ---- | ---- | - | - | - | - | - | - | - |
| 192  | 195  | - | - | - | - | - | - | - |

## Culture locale et patrimoine

### Lieux et monuments
- L'église Saint-Rémi, du XIIe siècle, classée Monument historique depuis 1921.
- Les restes de l'ancienne église de l'abbaye du Val-Chrétien, construite au XIIe siècle et grandement détruite en 1916, sont classés depuis 1928.
- Le château de Givray : ancien château du XVIe siècle classé depuis 1928.
- Le géant de Montpreux ou la hottée du Diable, groupe de rochers spectaculaire et gisements tardenoisiens.

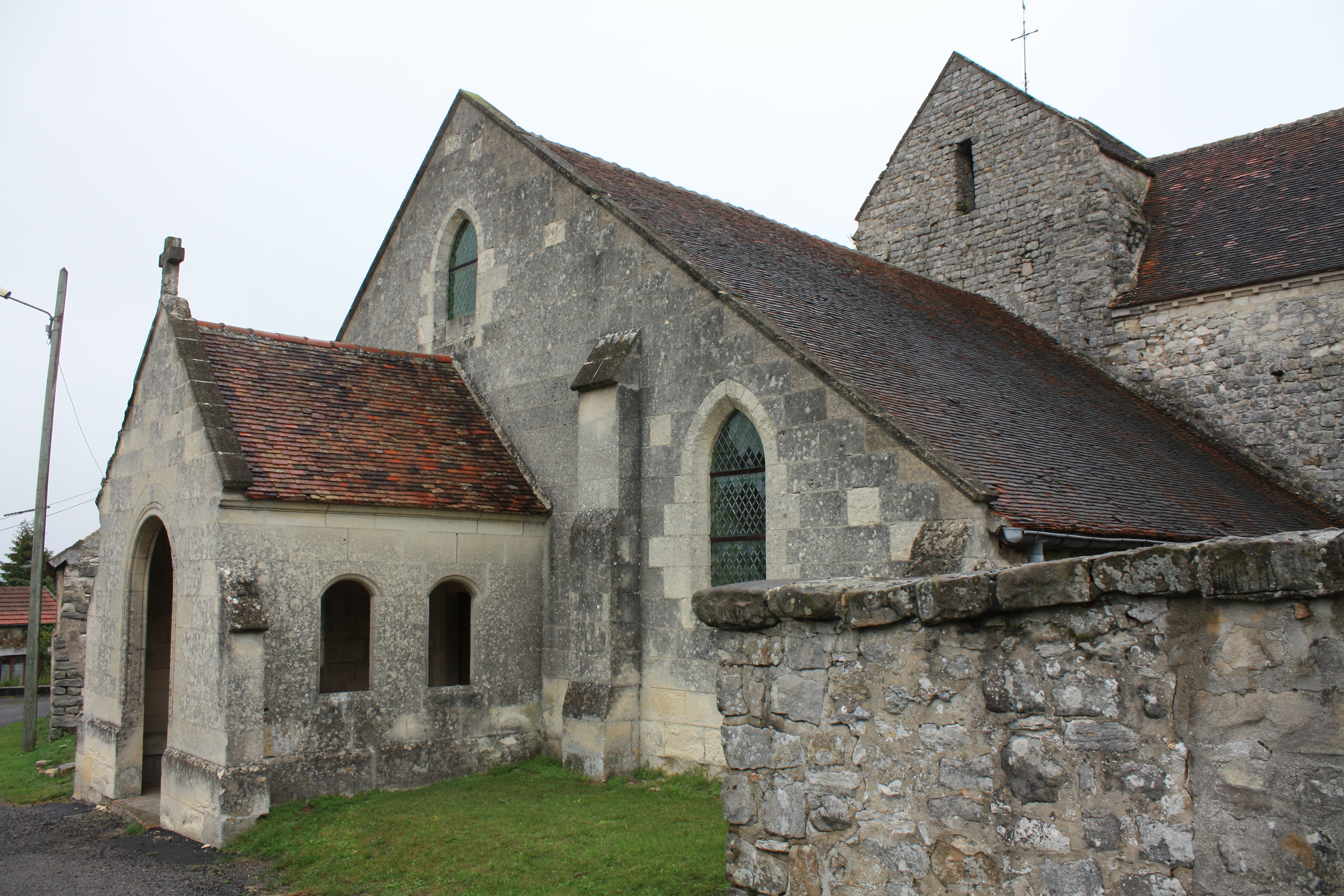
Église Saint-Rémy.
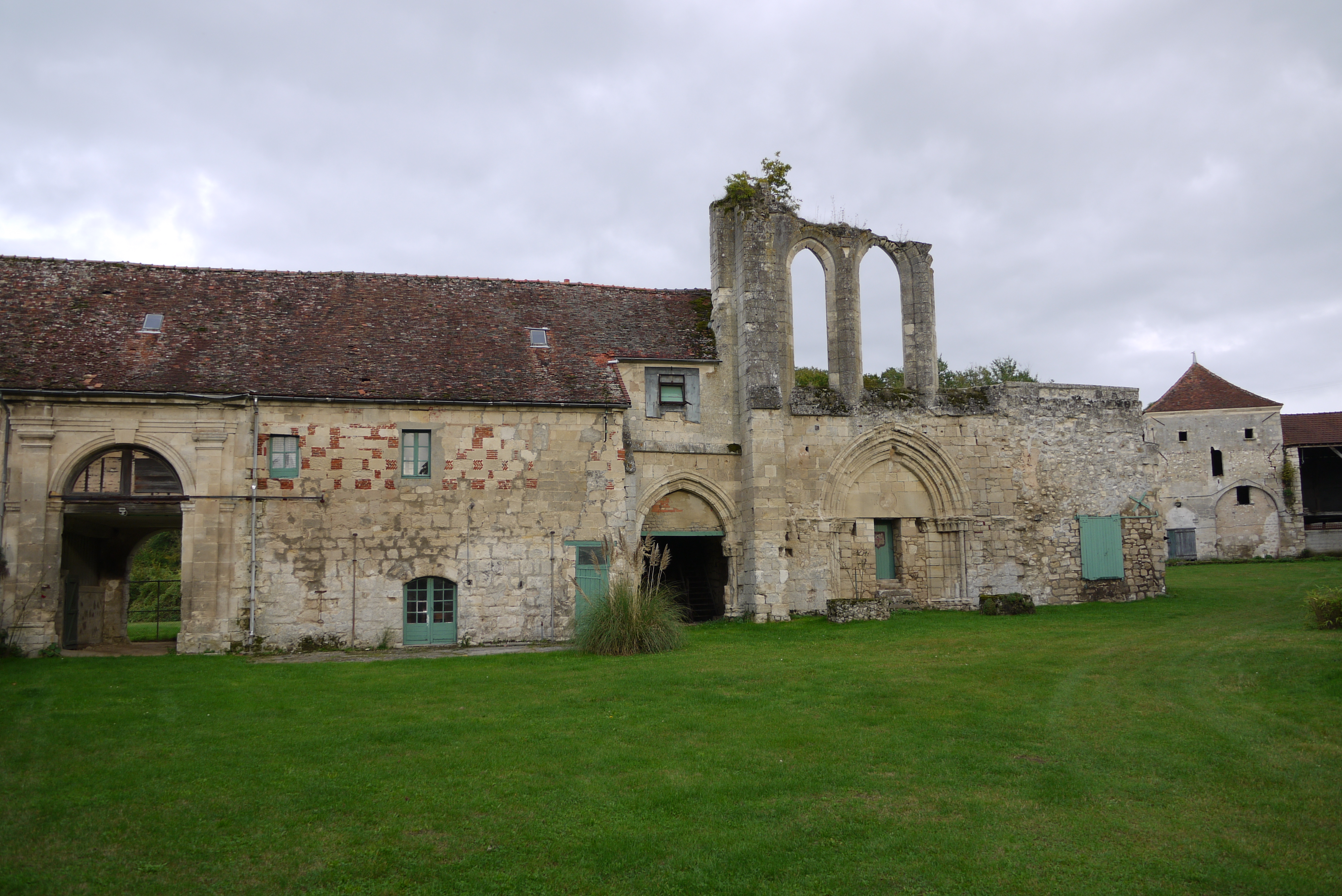
Abbaye du Val-Chrétien.
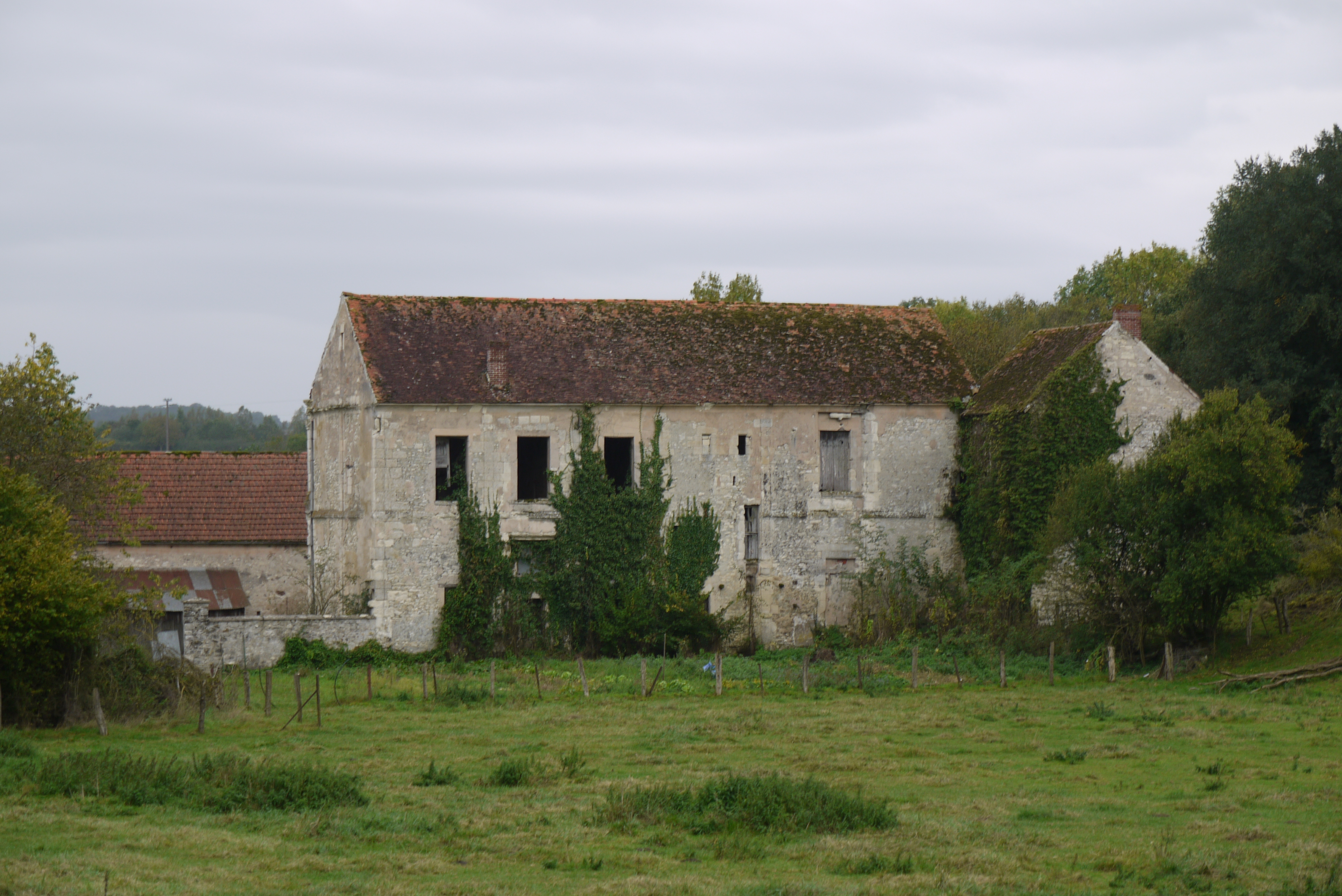
Château de Givray.

## Pour approfondir